# Система метро Капитолия США

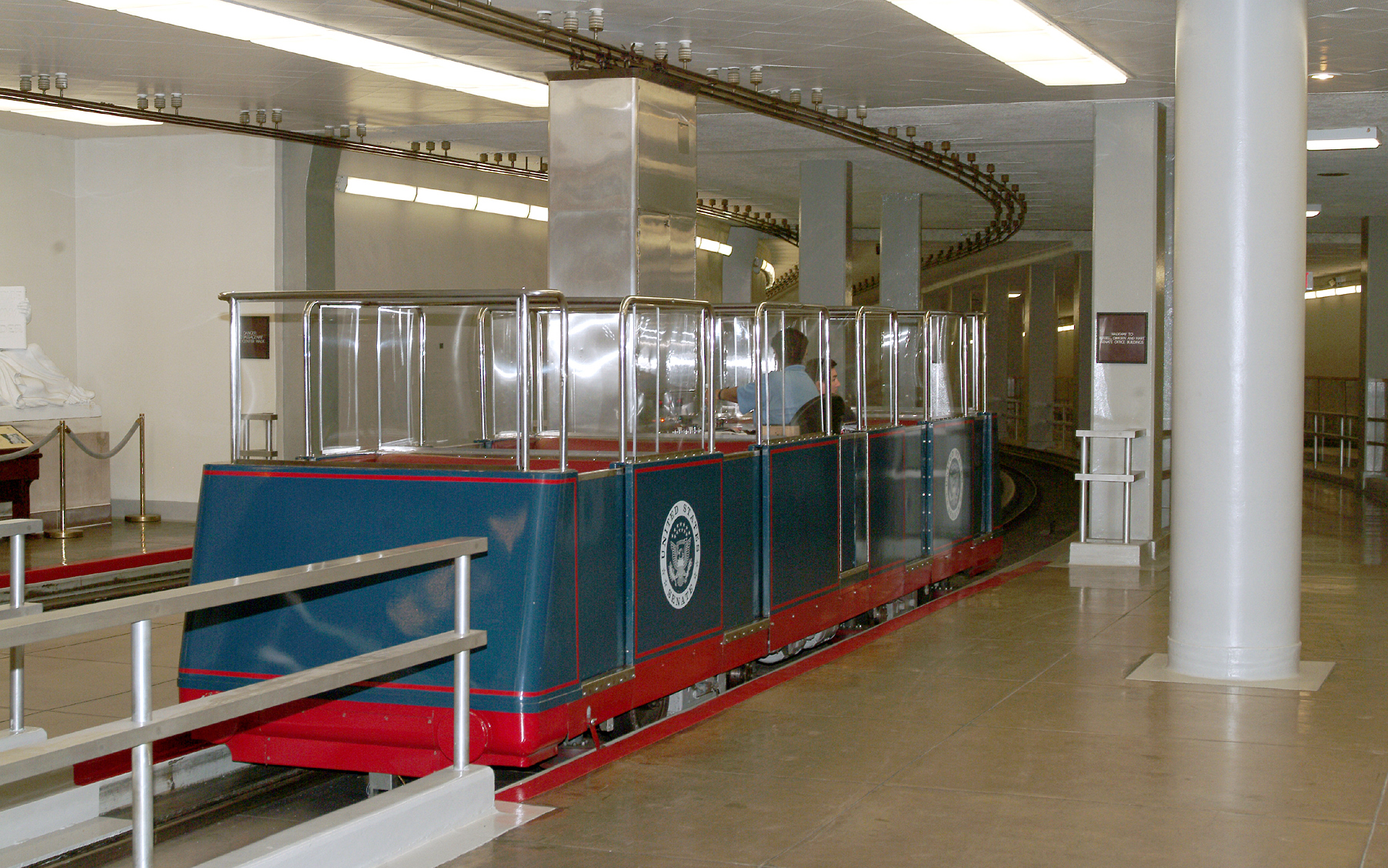
На станции Russel Senate Office Building

Систе́ма метро́ Капито́лия США (англ. United States Capitol Subway System (USCSS)) — подземная железная дорога (мини-метро), которая связывает Капитолий и четыре других здания, в которых размещаются Сенат США и Палата представителей США. Построена между 1909 и 1982 годами. По состоянию на 2011 год имеет 3 линии, 6 станций и 7 поездов.

## Использование
Подземная железная дорога активно используется членами и сотрудниками сената и конгресса (а также президентом США).
Станции и линии открыты для публики, сопровождаемой сотрудниками конгресса, в основном экскурсантов (дополнительные ограничения были введены после терактов 11 сентября 2001 года). Станции закрываются для публики на время голосования.

## Линии и подвижной состав
Из трёх линий две обслуживают сенат, а одна — палату представителей. Прямой пересадки между сенатскими линиями и линией палаты представителей нет; их конечные станции соединены системой туннелей под Капитолием.
Линия палаты представителей — двухколейная, соединяет Капитолий со зданием Рэйберна. На каждом пути — один вагон с машинистом.
Сенатская часть состоит из двух линий.
Первая линия конструктивно похожа на линию палаты представителей и соединяет Капитолий с Russell Senate Office Building.
Вторая линия — монорельсовая с тремя поездами из трёх вагонов каждый — соединяет Капитолий, Hart Senate Office Building и здание Сената США имени Дирксена. Поезда на этой линии управляются автоматически, а вагоны приводятся линейным двигателем, встроенным в пути; сами вагоны тяги не имеют. Большая часть этой линии также двухколейная, но на конечных станциях пути сливаются, что позволяет продолжить движение поезда в обратную сторону по другому пути без разворота.

## В искусстве

### В кино
В фильме «Три икса 2» упоминается спецпоезд президента США, базируемый под Капитолием. Других соответствий действительности нет.

### В видеоиграх
В компьютерной видеоигре Fallout 3 существует локация «Президентская ветка метро», чьим прототипом послужила система метро Капитолия США.
В компьютерной видеоигре Secret Service: Ultimate Sacrifice необходимо попасть в Белый Дом через эту линию метро.